# Будиночок у дюнах
«Будиночок у дюнах» — радянський художній фільм, знятий на Ризькій кіностудії в 1963 році. Прем'єра: березень 1964 року (Рига), 25 січня 1965 року (Москва)

## Сюжет
Майстер суднових двигунів, відпрацювавши своє, вирішив піти на пенсію. Мріючи про тихе і спокійне життя, він хоче оселитися з дружиною і онуком Володею біля моря. Здавалося мрія реалізувалася, знайдений затишний будиночок виставлений на продаж пенсіонером, колишнім рибалкою. Але дідусеві та онуку стає відомо, що господар будиночка готовий розлучитися з ним тільки тому, що його сім'я потрапила в скрутне становище. Подумавши, дідусь з Володею вирішують гроші, зібрані на покупку будинку, віддати в борг старому рибалці.

## У ролях
- Микола Сергєєв — дідусь
- Варвара Попова — бабуся
- Агріс Муйжнієкс — Володя
- Хуго Лаур — рибалка
- Михайло Васильєв — Бубик
- Карина Ярмолинська — дівчинка
- Бруно Оя — епізод
- Павло Кашлаков — епізод
- Аусма Зіємеле — епізод
- Харій Авенс — епізод
- Улдіс Пуцитіс — епізод
- Рафаїл Ракітін — епізод
- Велга Віліпа — епізод
- Ансіс Крейцбергс — епізод

## Знімальна група
- Автор сценарію — Федір Кнорре
- Режисери — Аркадій Кольцатий, Анатолій Маркелов
- Оператор — Гвідо Скулте
- Композитор — Маргеріс Заріньш
- Художники — Гунарс Балодіс, Віктор Шильдкнехт